# Jaylen Watson
Jaylen Watson (Augusta, 17 settembre 1998) è un giocatore di football americano statunitense che milita nel ruolo di cornerback per i Kansas City Chiefs della National Football League (NFL).

## Carriera

### Kansas City Chiefs
Al college Williams giocò a football alla Ventura University (2017-2018) e alla Washington State University (2020-2021). Fu scelto nel corso del settimo giro (243º assoluto) assoluto nel Draft NFL 2022 dai Kansas City Chiefs. Debuttò come professionista nella gara del primo turno vinta contro gli Arizona Cardinals mettendo a segno 4 tackle. La settimana successiva fu decisivo nel quarto periodo intercettando il quarterback dei Los Angeles Chargers Justin Herbert e ritornando il pallone per 99 yard nel touchdown della vittoria. Per questa prestazione fu premiato come miglior difensore della AFC della settimana. Nel divisional round dei playoff mise a segno l'intercetto su Trevor Lawrence nel quarto periodo chiudendo di fatto la partita contro i Jacksonville Jaguars. Un altro lo fece registrare la settimana successiva nella finale della AFC su Joe Burrow, con i Chiefs che batterono i Cincinnati Bengals, qualificandosi per il Super Bowl. Il 12 febbraio 2023, nel Super Bowl LVII vinto contro i Philadelphia Eagles per 38-35, fece registrare 3 placcaggi, conquistando il suo primo titolo.
Nel primo turno della stagione 2024 Watson guidò i Chiefs con 11 placcaggi nella vittoria sui Baltimore Ravens.

## Palmarès

### Franchigia
- Super Bowl : 2

Kansas City Chiefs: LVII, LVIII
- American Football Conference Championship: 2

Kansas City Chiefs: 2022, 2023

### Individuale
- Difensore della AFC della settimana: 1

2ª del 2022